# Distrito de Pedro Vilca Apaza
Pedro Vilca Apaza  es uno de los cinco distritos que conforman la provincia de San Antonio de Putina, en el departamento de Puno, bajo la administración del Gobierno regional de Puno, en Perú.
Desde el punto de vista jerárquico de la Iglesia católica forma parte de la  Diócesis de Puno,  sufragánea de la Arquidiócesis de Arequipa.

## Historia
El distrito fue creado por Ley N.º 14045 del 17 de marzo de 1962, en el segundo gobierno del Presidente Manuel Prado Ugarteche. Por Ley N.º 25035 del 12 de junio de 1989 pasa a formar parte la provincia de San Antonio de Putina.

## Geografía
El distrito de Pedro Vilca Apaza con su capital Ayrampuni, tiene una superficie de 565,81 km² y se ubica a 3 852 m s. n. m., en el sur de Perú.

## Autoridades

### Municipales
- 2019 - 2022[4]
  - Alcalde: Justino Quispe Maldonado, de Poder Andino.
  - Regidores:

  1. Elías Mamani Quispe (Poder Andino)
  2. Tecla Emerita Curro Ala (Poder Andino)
  3. Eduardo Quispe Quea (Poder Andino)
  4. Antonio Curro Arapa (Poder Andino)
  5. Juan Fidel Lipa Quispe (Movimiento de Integración por el Desarrollo Regional (Mi Casita))

### Policiales
- seguridad ciudadana

juntas vecinales

## Festividades Religiosas
1. Fiesta Patronal SEÑOR DE PENTECOSTÉS.
2. Fiesta inmaculada Virgen de Natividad.